# 열린 플람스 자유민주당
열린 플람스 자유민주당(네덜란드어: Open Vlaamse Liberalen en Democraten 오펀 플람서 리베랄런 엔 데모크라턴[*])은 벨기에의 정당이다. 네덜란드어 사용지역인 플랑드르(네덜란드어로는 플란데런) 지역을 기반으로 하는 중도우파 계열 정당이다. 1992년 자유진보당의 해산과 동시에 창당되었다. 2010년 6월 13일 총선에서 신플람스 연맹, 기독교민주당과 플람스와 연정 구성을 하면서 주도권을 쥐게 되었다.

## 같이 보기
- 자유민주주의
- 자유주의